# Геранілгеранілпірофосфат
Геранілгеранілпірофосфат — хімічна речовина, проміжний продукт у біосинтезі дитерпенів і дитерпеноїдів. Він також є попередником каротиноїдів, гіберелінів, токоферолів і хлорофілів. Хімічно це складний ефір геранілгераніолу (спирту з чотирма додатковими подвійними зв'язками C=C) і пірофосфатної кислоти.
Ациклічні дитерпени, такі як фітол, фітогормони та каротиноїди утворюються в результаті гідролітичного розщеплення залишку пірофосфату. Фітоен утворюється димеризацією, яка є вихідною сполукою для всіх тетратерпенів. Білки, пренільовані геранілгеранілдифосфатом, важливі для деяких шляхів передачі сигналу та регуляторних процесів у клітинах.
Він бере участь в утворення геранілгеранільованих білків у клітинах людини.
Геранілгеранілпірофосфат утворюється з фарнезилпірофосфату додаванням ізопренової ланки ізопентенілпірофосфату.
У мухи дрозофіли геранілгеранілпірофосфат синтезується HMG-CoA, який кодується геном Columbus. Геранілгеранілпірофосфат використовується як хемоаттрактант для мігруючих зародкових клітин, які пройшли через епітелій середньої кишки. Сигнал атрактанта виробляється на попередниках статевих залоз, спрямовуючи статеві клітини до цих місць, де вони диференціюються в яйцеклітини та сперматозоїди.